# Tomosvaryella albiseta
Tomosvaryella albiseta är en tvåvingeart som beskrevs av Cresson 1911. Tomosvaryella albiseta ingår i släktet Tomosvaryella och familjen ögonflugor.
Artens utbredningsområde är Bermuda. Inga underarter finns listade i Catalogue of Life.